# Кровавая баня зомби
«Кровавая баня зомби» (англ. Zombie Bloodbath) — артхаусный фильм ужасов 1993 года.

## Сюжет
Действие фильма происходит в Канзас-Сити. На атомной электростанции происходит авария, во время которой её сотрудники превращаются в кровожадных зомби и пожирают своих бывших коллег. Правительство решает замуровать станцию, чтобы избежать последствий. Через несколько лет, трое подростков, Майк (Огги Альварез), Джоуи (Крис Харрис) и его сестра Бет (Щерил Мец), случайно освобождает живых мертвецов и убегает от них в город. В это же время должна состояться сходка у женской преступной группировки во главе с Шерри (Тония Монахэн), которым приходится защищаться от нападающих мертвецов. Шерри единственная остаётся в живых. Толпы зомби начинают штурмовать Канзас-Сити, а подростки с их семьями пытаются сбежать. Попутно они выясняют, что АЭС была построена на древнем захоронении индейцев и токсичные отходы каким-то образом оживили их останки. Группа людей сначала держит оборону в доме, а затем с боем прорывается в местный лес. Там же к ним присоединяется Шерри, сбежавшая от зомби. Но и там их настигают живые мертвецы и убивают одного из выживших, Ларри (Джерри Энджел). Люди оказываются загнанными на ту самую станцию, с которой всё началось. Бет, которую до этого покусали мертвецы, застреливает собственная мать (Кэти Мец), после чего она сама всаживает себе пулю в голову. Шерри добегает до заброшенного военного склада, но там попадает в засаду живых мертвецов. Позднее от рук зомби гибнет Дэйв (Т.Г. Уоткинс). Майк и Джоуи, вооружившись подручными средствами пробивают себе дорогу к запасному выходу, который выводит их к окраине города. Обессиленные друзья снова подвергаются нападению и Джоуи ломает себе шею и гибнет. Майк вступает в рукопашную схватку с зомби, но, оступившись, падает на острый кол. Последний выживший, мужчина с ружьём по имени Ральф (Фрэнк Данлэй), бежит по безлюдному городу и добирается до церкви. Он начинает стучать в двери, но только привлекает к себе внимание и, оказавшись прижатым к двери толпой зомби, погибает.

## В ролях
- Огги Альварез — Майк Уолш, сирота, недавно приехал из Аризоны
- Крис Харрис — Джоуи Тэлбот, лучший друг Майка
- Шерил Мец — Бет Тэлбот, сестра Джоуи
- Тония Монахэн — Шерри, лидер женской банды
- Т.Г. Уоткинс — Дэйв, приятель Джоуи
- Фрэнк Данлэй — Ральф, бывший военный
- Патриция Менсер — Мисси, член банды Шерри
- Джерри Энджел — Ларри Тэлбот, муж Гвен
- Кэти Мец — Гвен Тэлбот, мать Джоуи и Бет
- Билл Коннолли — Риггс, управляющий АЭС

## Художественные особенности
Фильм имеет небольшой бюджет в 30 тысяч долларов и снят на любительскую камеру. Саундтрек, написанный группой Astoroth, очень похож на музыку из классических итальянских фильмов ужасов. Также присутствуют персонажи, названные в честь известных режиссёров жанра зомби-хоррор — Ромеро, Фульчи, Ардженто и Рэйми.

## Выпуск
В 2007 году фильм и два его сиквела вошли в DVD-сборник Zombie Bloodbath Trilogy.

## Интересные факты
- Режиссёр Тодд Шитс появляется в роли одного из зомби в сцене нападения на дом Тэлботов.
- Майк и Джоуи обсуждают фильм Zombie Rampage (1989). Это предыдущая режиссёрская работа Тодда Шитса.
- Фильм полностью снят в Канзас-Сити, штат Миссури, США.
- Около семи сотен людей бесплатно играли зомби.